# Mathias Florén
Mathias Florén (ur. 11 sierpnia 1976 w Söderhamn) – szwedzki piłkarz występujący na pozycji obrońcy.